# Musée historique de la ville de Strasbourg
Musée historique de la ville de Strasbourg är ett lokalhistoriskt museum i Strasbourg i departementet Bas-Rhin i Frankrike. Det är inrymt i renässansbyggnaden Grande boucherie de Strasbourg, uppförd 1586–1588 som stadens slakteri. Museet är ägnat åt staden Strasbourgs historia från tidig medeltid till nutid. 
I museet finns en 80 kvadratmeter stor modell av staden Strasbourg i skala 1:600. Den skapades 1727 av ingenjören Ladevèze på beställning av Ludvig XV av Frankrike.
Musée historique de la ville de Strasbourg ligger vid gatan rue du Vieux-Marché-aux-Poissons, vid floden Ill, mellan Place de la Cathédrale och Place du Corbeau.